# Бертвальд
Бертвальд (англ. Berhtwald, лат. Berhtwaldus; середина VII века — 13 января 731) — 8-й архиепископ Кентерберийский (693—731).

## Биография

### Ранние годы
Точная дата и место рождения Бертвальда неизвестны. Будучи менее образованным, чем его предшественник, канонизированный Теодор Тарсский, он обладал определёнными познаниями в Священном Писании и в богословии.
Старейшая из сохранившихся до наших дней «англосаксонских грамот» (Anglo-Saxon charters) свидетельствует о передаче королём Кента Хлотхером земли монастырю на месте старого римского укрепления в Рекульвере, датирована маем 679 года и содержит имя Бертвальда как настоятеля монастыря.

### Архиепископ Кентерберийский
После смерти в 690 году Теодора Тарсского, короли Мерсии, Нортумбрии и Восточной Англии стали общими усилиями противодействовать возвышению Бертвальда, отстаивая другие кандидатуры, вследствие чего кафедра некоторое время пустовала, и только 1 июля 692 года Бертвальд был избран новым архиепископом. 29 июня 693 года он принял посвящение в сан на территории франков от лионского архиепископа Годвина, после чего отправился в Рим для получения паллиума от папы Сергия I.
В качестве архиепископа Кентерберийского в 695 году Бертвальд участвовал в королевском совете Кента в Беарстеде, который принял решения об освобождении церкви от налогов, установил наказания за незаконные браки и исповедание язычества, а также ввёл правила принесения присяги представителями разных сословий; в 699 году король Витред утвердил указы о новых привилегиях церкви (возможно, подготовленные Бертвальдом).
В 702 году Бертвальд председательствовал на совете в Остерфилде, призванном разрешить конфликт между епископом Вильфридом и королём Нортумбрии Элдфритом, стремившимся не допустить его назначения на архиепископскую кафедру Йорка. Вильфрид отказался беспрекословно признать полномочия Бертвальда и обратился за разрешением конфликта в Рим. Компромиссное решение спора было подготовлено при участии Бертвальда и согласовано только в 705 году, на церковном соборе в Нидде, где Вильфрид отказался от Йоркской кафедры, согласившись на епархии Рипон и Хексем и удержав монастыри в Мерсии. В том же 705 году Бертвальд добился разделения архиепархии Уэссекса на Винчестерскую и Шерборнскую епархии.
Бертвальд умер 13 января 731 года и похоронен рядом со своим предшественником Св. Теодором Тарсским в церкви Святого Петра в Кентербери. Впоследствии он был канонизирован (день памяти 9 января), хотя свидетельств его почитания немного, единственное упоминание об этом содержится в календаре Аббатства Святого Августина в Кентербери.